# 奧斯喬爾河

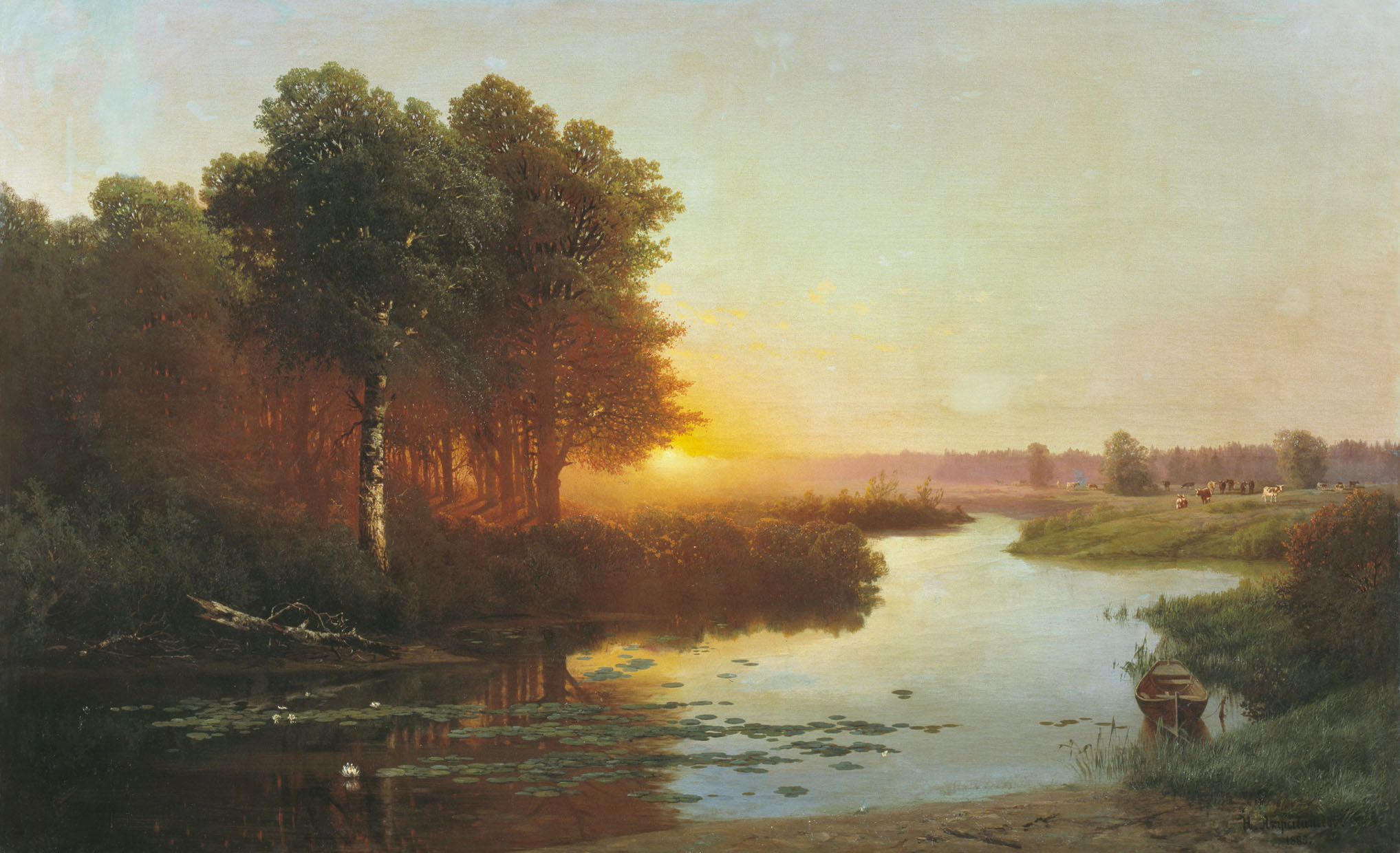
奧斯喬爾河於馬希柳州一景

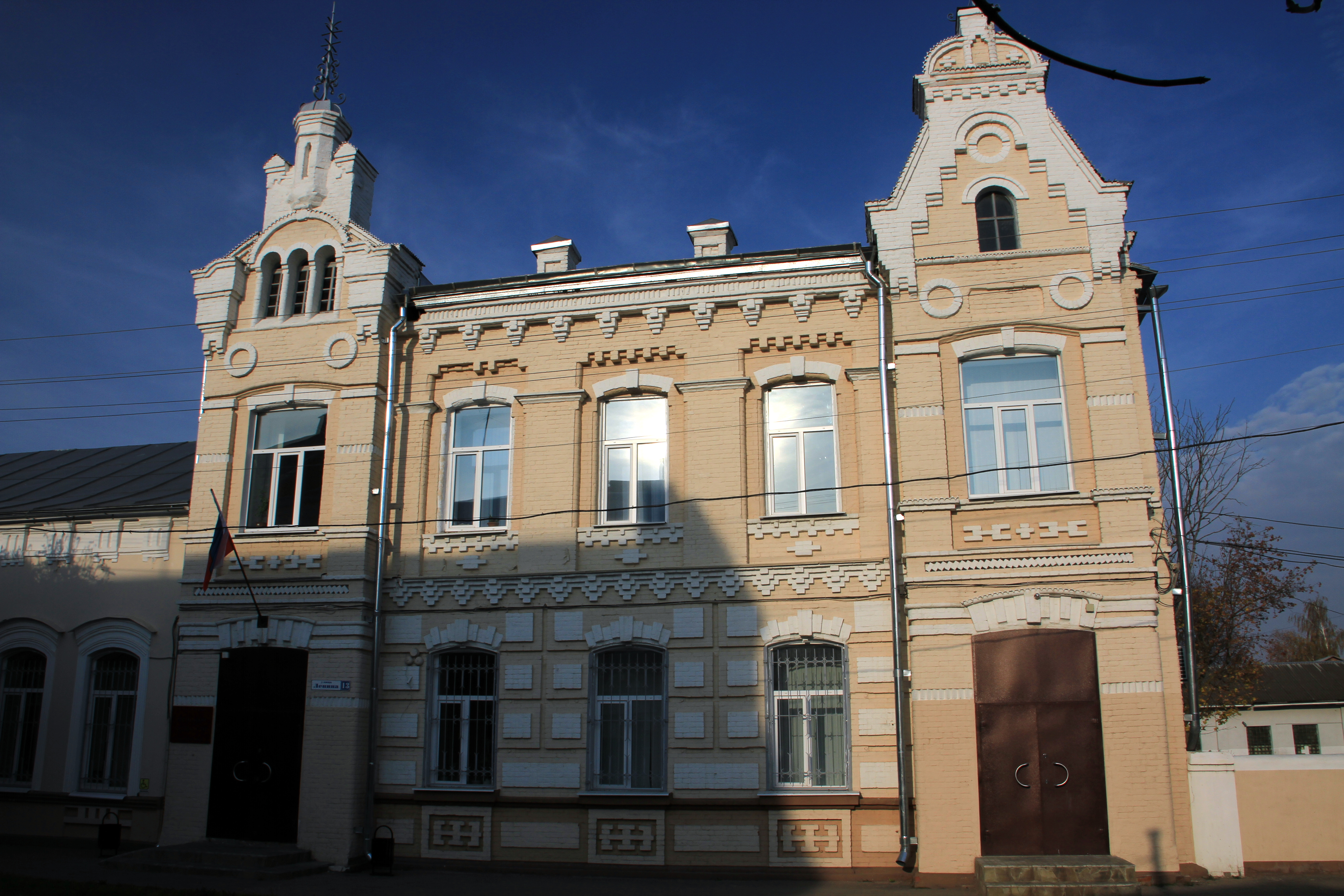
羅斯拉夫爾穀倉

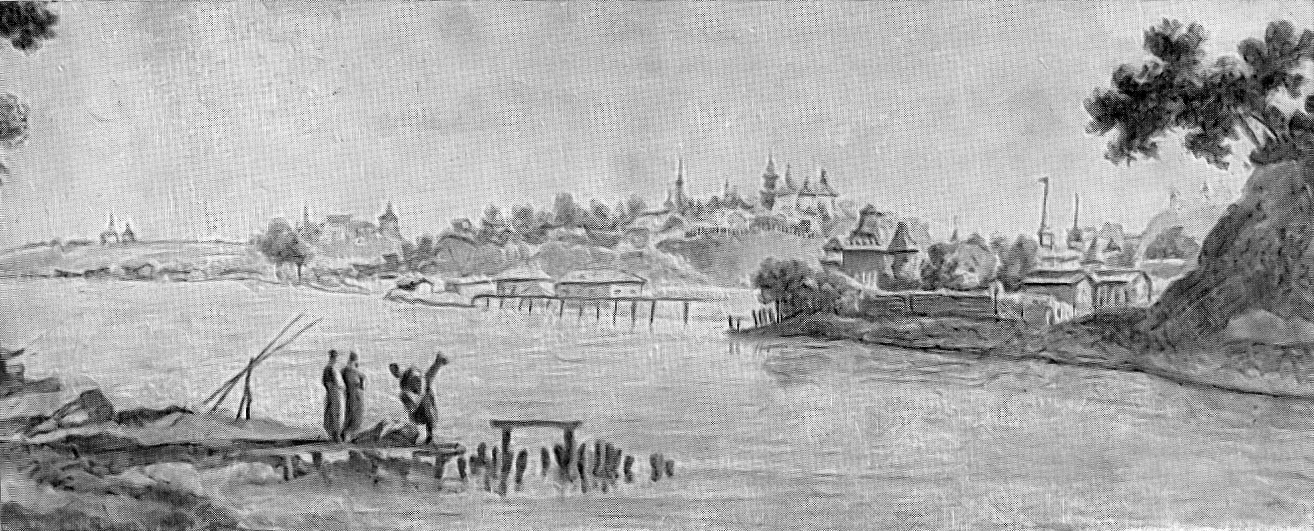
十九世紀的克里巧

奧斯喬爾河（羅馬化：Ostyor，羅馬化：Ascior）是俄羅斯和白俄羅斯的河流，河道全長274公里，流域面積約3,490平方公里，河水主要來自融雪，每年十一月至翌年四月結冰，河畔城鎮有羅斯拉夫爾。奧斯喬爾河在白俄羅斯拉布科維奇與克里巧之間匯入索日河。

## 流域
主要城鎮：
- 俄羅斯斯摩棱斯克州羅斯拉夫爾
- 白俄羅斯莫吉廖夫州克里巧